# San Jose City College
El San Jose City College (College de la Ciudad de San José), fundado en 1921, es una universidad de dos años (city college), localizado en la ciudad de San José, del condado de Santa Clara, California.

## Descripción
El San Jose City College estaba situado originalmente en el centro de la ciudad de San José. El Distrito unificado de San José tomó el control en 1953, reubicándose a su actual domicilio del número 2100 de la Avenida Moorpark, desde la que se divisa la carretera interestatal 280. El nombre cambió a San Jose City College en 1958.
El lema de la misión del college es como sigue:

"La misión del San Jose City College es preparar y dotar de las herramientas necesarias para el éxito en una sociedad multicultural. Inculcando el aprendizaje como el objetivo principal, el College ofrece un acceso continuo a una gran gama de programas académicos post secundarios y ocupacionales completos y flexibles, que prepararán a los residentes sin distinción de edad y origen del Valle del Silicio, para que formen vidas equilibradas y productivas, con una vida profesional exitosa. Para alcazar estas metas educacionales, este College provee los servicios de ayuda necesarios para alcanzar las necesidades de una creciente y muy diversa población estudiantil. Realizando esta misión, el College ayuda a los estudiantes a lograr su educación, empleo y metas de aprendizaje

. 
Estas incluyen, aunque no se limitan, a:
- Título de educación de college en dos años
- Transferencias y cursos de educación general
- Certificaciones
- Instrucción de habilidades básicas
- Oportunidades de enseñanza a distancia
- Entrenamiento en Tecnología y desarrollo de una profesión
- Desarrollo económico
- Cursos de servicio a la comunidad
- Cursos para adultos sin necesidad de reunir créditos
- La misión es, y permanecerá, acorde con la legislación promulgada por el Estado de California.

La Facultad es sede de la estación de radio KJCC, localmente sintonizada en el 104.1 FM. La estación de radio comenzó a transmitir por primera vez en 1978 como KSJC.